# Erich Lasswitz
Erich Lasswitz (* 4. September 1880 in Gotha; † März 1959 in Tutzing) war ein deutscher Wissenschafts- und Technikjournalist.

## Leben
Erich Lasswitz wurde 1880 in Gotha als zweiter Sohn von Kurd Laßwitz und dessen Frau Jenny, einer Tochter des Breslauer Rabbiners Landsberg, geboren. Der Schulbesuch am Gymnasium Ernestinum in Gotha, an dem sein Vater unterrichtete, endete mit dem Abitur 1900. Danach studierte er von 1901 bis 1906 Ingenieurwissenschaften an der Technischen Hochschule Karlsruhe. Er heiratete 1908 seine erste Frau Elsa, geb. Ritter. Die Ehe wurde 1920 geschieden.
Im Ersten Weltkrieg war Erich Lasswitz der Adjutant des Kommandanten des Kriegsgefangenenlagers Ohrdruf in Thüringen.
Seit 1919 arbeitete er bei der Frankfurter Zeitung, für die er die Beilage "Das Technische Blatt" aufbaute und bis zu seiner Entlassung 1943 betreute. Ihr Verleger, Heinrich Simon war ein Mitschüler von Lasswitz in Gotha und wurde der Patenonkel von dessen Sohn Heinz (1909–1993). Nach dem Ende seiner Arbeit in Frankfurt zog er nach Coburg, 1946 dann nach Seehausen am Staffelsee. Ab 1946 gab er die Zeitschrift Orion im Lux-Verlag in Murnau heraus, beendete aber seine Tätigkeit aus Altersgründen 1950 im Alter von 70 Jahren. Erich Lasswitz verstarb 1959 in Tutzing.

## Werk
Neben vielen Einzelpublikationen zu technischen Themen sind vor allem zwei große Projekte zu nennen: Das "Technische Blatt" und die populärwissenschaftliche Zeitschrift "Orion".
Für die Frankfurter Zeitung betreute er das „technische Feuilleton“: Im vierzehntäglichen Rhythmus erschien donnerstags, im Wechsel mit dem Hochschulblatt, „Das Technische Blatt“. Lasswitz stellte hier naturwissenschaftliche Entdeckungen und Ingenieurleistungen vor. Damit prägt er die Wahrnehmung der modernen Technik in Deutschland in den 1920er und 1930er Jahren entscheidend mit. Einer seiner wichtigsten Mitarbeiter war der Kernphysiker Pascual Jordan. Erstaunlicherweise konnte Lasswitz als „Halbjude“ bis 1943 in der Redaktion arbeiten und wurde erst am 5. Mai 1943 entlassen, neben ihm noch der zweite „Halbjude“ Benno Reifenberg sowie die mit jüdischen Ehefrauen verheirateten Kollegen Dolf Sternberger, Wilhelm Hausenstein und Otto Suhr.
Nach dem Zweiten Weltkrieg gründete er 1946 in Murnau die naturwissenschaftliche Zeitschrift Orion.